# Салис, Антанас
Анта́нас Сали́с (лит. Antanas Salys, 21 июля 1902, Рекете, Тельшевский уезд — 31 июля 1972, Филадельфия, США) — литовский языковед, основатель экспериментальной фонетики в Литве.

## Биография
Учился в гимназии в городе Тельшяй. В Литовском университете изучал литовский язык и литературу. В 1935 году был одним из основателей общества литовского языка. В 1930—1939 гг. преподавал в том же университете. В 1941—1944 гг. директор института литовского языка.
Создал подробную классификацию и подготовил первую карту наречий литовского языка. Один из учредителей и редакторов каунасского журнала «Gimtoji kalba». В 1944 году покинул Литву, уехав сначала в Германию, а потом в США.